# Cœur capricieux
Pour plus de détails, voir Fiche technique et Distribution.
Cœur capricieux (出来ごころ, Dekigokoro) est un film muet japonais de Yasujirō Ozu sorti en 1933.

## Synopsis
Dans un quartier pauvre de Tokyo, Kihachi et Jiro sont voisins et travaillent ensemble à la même usine de fabrication de tonneaux. Un soir, au sortir d'une représentation de rōkyoku, ils croisent Harue, une jeune femme qui vient de perdre son emploi et qui n'a nulle part où aller. Si Jiro est réticent à lui venir en aide, Kihachi la prend en pitié. Il demande à Otome qui tient un restaurant de l'héberger. Cette dernière se prend d'affection pour la jeune fille et l'embauche dans son établissement.
Kihachi est veuf et illettré, il élève seul son fils Tomio. Malgré la différence d'âge, il tombe amoureux de Harue et rêve de l'épouser, mais elle le considère comme un oncle et n'a d'yeux que pour le beau Jiro qui lui, se montre indifférent, voire hostile à son égard. Otome demande à Kihachi d'intercéder auprès de Jiro pour que ce dernier demande en mariage Harue, Kihachi voit son rêve s'écrouler. Il se met à boire de plus belle mais demande néanmoins à son ami Jiro de s'engager avec la jeune femme, sans succès.      
Tomio est malheureux de voir son père se morfondre. Après une dispute, père et fils se réconcilient et Kihachi donne 50 sen à son fils qui dépense l'intégralité de la somme en sucreries et friandises. Il tombe gravement malade et Kihachi n'a pas les moyens de payer les soins. Lorsqu'Harue se propose de gagner la somme, Jiro, conscient de ce que cela signifie, la dissuade et lui avoue les sentiments qu'il a pour elle. Il emprunte la somme auprès de son ami barbier et, pour le rembourser, accepte un travail sur l'île de Hokkaidō.
Quand Kihachi l'apprend, il tente de l'arrêter, les deux hommes en viennent aux mains et Kihachi assomme Jiro. Il décide de prendre sa place sur le bateau qui part pour Hokkaidō malgré les efforts d'Otome et du barbier pour l'en dissuader. Sur le bateau en partance, Kihachi parle à ses compagnons de son fils si brillant à l'école et se rendant compte de ce qu'il est en train de faire, saute par-dessus bord et gagne le rivage à la nage pour rentrer chez lui et retrouver Tomio.

## Fiche technique
- Titre : Cœur capricieux
- Titre original : 出来ごころ (Dekigokoro?)
- Réalisation : Yasujirō Ozu
- Scénario : Tadao Ikeda sur une idée de Yasujirō Ozu (sous le pseudonyme de James Maki)
- Directeur de la photographie : Hideo Shigehara et Shōjirō Sugimoto
- Montage : Kazuo Ishikawa
- Décors : Yonekazu Wakita
- Société de production : Shōchiku (Studios Kamata)
- Pays d'origine :  Empire du Japon
- Format : noir et blanc — 1,37:1 — 35 mm — muet
- Genre : drame ; comédie dramatique
- Durée originale : 100 min (métrage : 10 bobines - 2 759 m[1])
- Date de sortie :
  - Empire du Japon : 7 septembre 1933[1]

## Distribution
- Takeshi Sakamoto : Kihachi Kimura

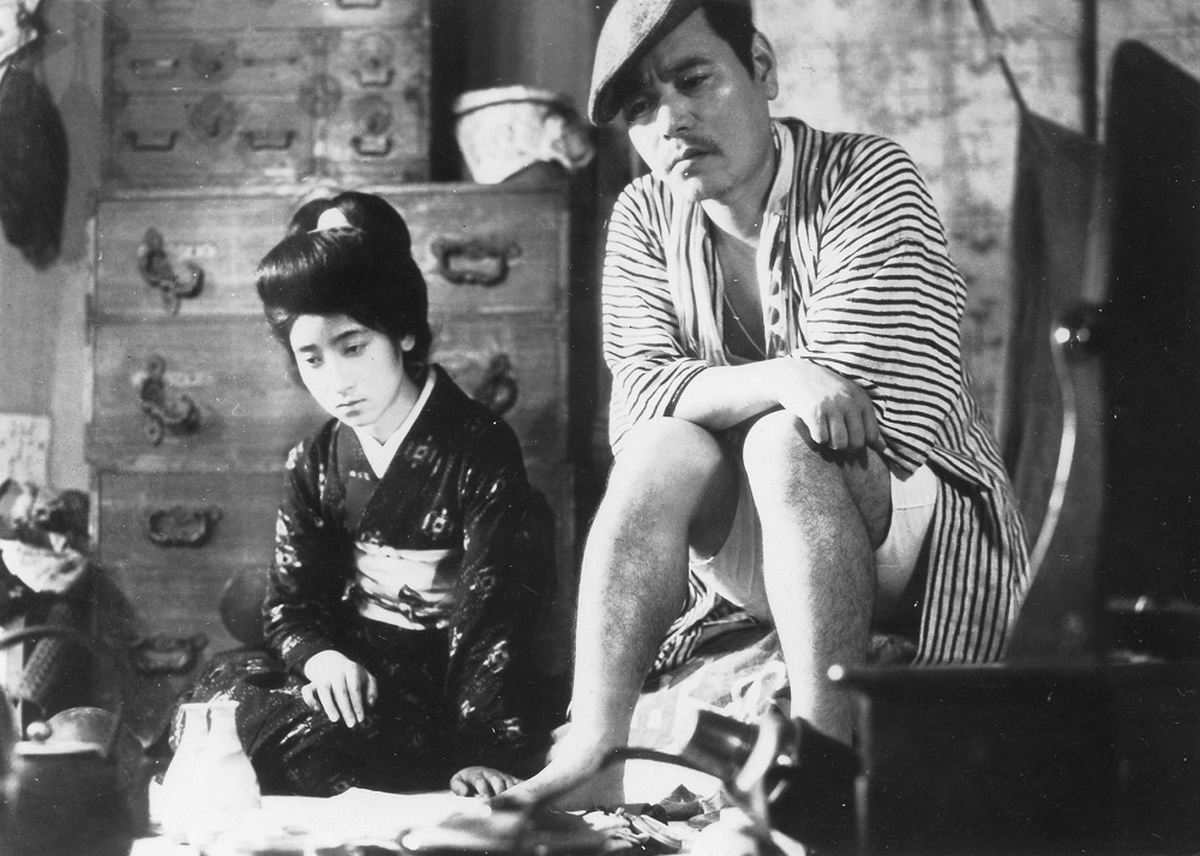
Scène du film avec Nobuko Fushimi et Takeshi Sakamoto.

- Tomio Aoki : Tomio Kimura, le fils de Kihachi
- Den Obinata : Jiro
- Nobuko Fushimi : Harue
- Chōko Iida : Otome, la patronne du restaurant
- Reikō Tani : le barbier
- Seiji Nishimura : le professeur
- Seiichi Katō : camarade de classe de Tomio
- Ryūji Ishiyama : le patron de l'usine
- Chishū Ryū : un homme sur le bateau

## Autour du film
Cœur capricieux est un film remarquable, une comédie touchante sur fond de tragédie. Ozu nous fait entrer dans l'intimité du film par des moments d'une très grande intensité humaine qui font que malgré la misère et la souffrance, ce sont les liens du cœur qui restent toujours prédominants.
Avec Cœur capricieux Yasujirō Ozu place pour la seconde année de suite un de ses films en tête du classement des meilleurs films japonais établi par la revue Kinema Junpō après Gosses de Tokyo l'année précédente. Il remporte encore ce classement l'année suivante avec Histoire d'herbes flottantes.

## Récompenses
- 1934 : Prix Kinema Junpō du meilleur film japonais